# カステッランマーレ・デル・ゴルフォ
カステッランマーレ・デル・ゴルフォ（イタリア語: Castellammare del Golfo）は、イタリア共和国シチリア州トラーパニ県にある、人口約1万5000人の基礎自治体（コムーネ）。

## 名称
標準イタリア語以外の言語では以下の名を持つ。
- シチリア語: Casteddammari

コムーネの名は「入り江のほとりの海の要塞」を意味し、港にある中世の城にちなんだものである。なお、入り江もこの城から「カステッランマーレ湾」Golfo di Castellammare と呼ばれている。

## 地理

### 位置・広がり
トラーパニ県北部のコムーネである。北にティレニア海の入り江に面している。

#### 隣接コムーネ
隣接するコムーネは以下の通り。
- アルカモ
- ブゼート・パリッツォーロ
- カラタフィーミ＝セジェスタ
- クストナーチ
- サン・ヴィート・ロ・カーポ

## 歴史

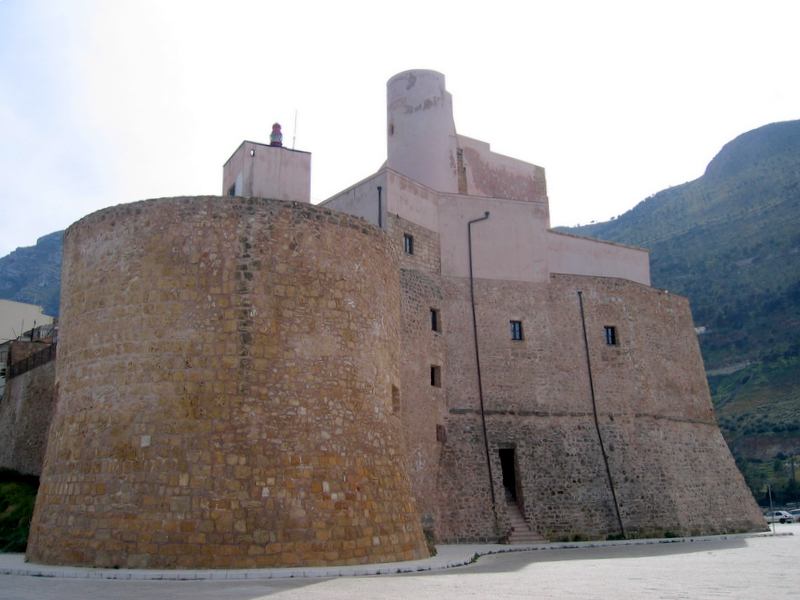
海にほど近い城

この地は、古代ギリシャの都市・セジェスタの外港であり、またエリミ人の主要都市のひとつであった。
現在も盛んであるこの町の漁業は、古代までさかのぼる。今日では観光も重要な産業である。
コルレオーネ同様にこの町はアメリカマフィアの関係者の出身地として知られている。特に、サルヴァトーレ・マランツァーノ、ステファノ・マガディーノ、ジョゼフ・ボナンノらがここの出身である。この町にルーツを持つマフィアたちが多く関わったことから、1929年から1931年にかけてのニューヨークでの抗争は「カステランマレーゼ戦争」と呼ばれている。
また、シルヴェスター・スタローンの父であるフランクもこの町の出身である。